# Mordellistena tenuicornis
Mordellistena tenuicornis là một loài bọ cánh cứng trong họ Mordellidae. Loài này được Schilsky miêu tả khoa học năm 1898.